# 伊達持宗
伊達 持宗（だて もちむね）は、室町時代前期から中期にかけての武将・地頭。官位は兵部少輔、大膳大夫。伊達氏11代当主。

## 生涯
10代当主・伊達氏宗の嫡男。幼名は松犬丸。諱には持宗のほか、別名として泰宗（やすむね）が伝わっており、名乗ったとすれば持宗より前と思われる。「持」の字は室町幕府4代将軍・足利義持から偏諱を賜ったものである。
応永16年（1409年）、鎌倉公方が足利持氏に代替わりすると、足利満直（篠川御所）と持氏の関係が悪化したため、次第に満直は幕府と結びついて南奥諸氏を反持氏でまとめる工作を行っている。
応永19年（1412年）、父の死により家督を継ぐと、応永20年（1413年）に鎌倉府（鎌倉公方足利持氏）に対して反旗を翻し、篠川・稲村御所を襲撃する。怒った持氏は畠山氏（二本松氏）に持宗討伐を命じ大仏城（福島市）を落とすが、当時は持氏と関東管領・上杉氏憲らの対立（上杉禅秀の乱）もあったため、鎌倉側は伊達氏を完全に討伐することができなかった（伊達持宗の乱若しくは伊達松犬丸の乱）。その後、持宗は幕府に帰順し、寺社造営などで功を挙げた。
越後国の応永の大乱（応永30年（1423年）-応永33年（1426年））の際には、守護側から援軍を求められ黒川城を攻めている。
応永33年（1426年）、居城を梁川城（福島県）に移す。永享10年（1438年）の永享の乱では幕府側として鎌倉を攻め、結城合戦に端を発する足利満直の殺害（永享12年（1440年）に関与した。
享徳の乱に際して、享徳4年（1455年）と長禄4年（1460年）に幕府から鎌倉府討伐の指令が下る。寛正3年（1462年）2度目の上洛をし8代将軍・足利義政に拝謁し、黄金三万疋を献上したという。
応仁3年（1469年）に死去。享年77。法号は天海。後を嫡男（次男）・成宗が継いだ。

## 系譜
- 父：伊達氏宗（1371年-1412年）
- 母：広教院
- 正室：憲徳院
  - 次男：伊達成宗（1435年-1487年?）
  - 男子：小梁川盛宗（1440年-1500年）
  - 五男：留守郡宗（?-1495年） - 留守重家の養子
  - 男子：蘂源 - 輪王寺
  - 女子：信夫照成室
- 側室：某氏（懸田氏?）
  - 庶長子：懸田義宗 - 懸田詮宗の養子